# AMD Radeon

Logo seit 2020

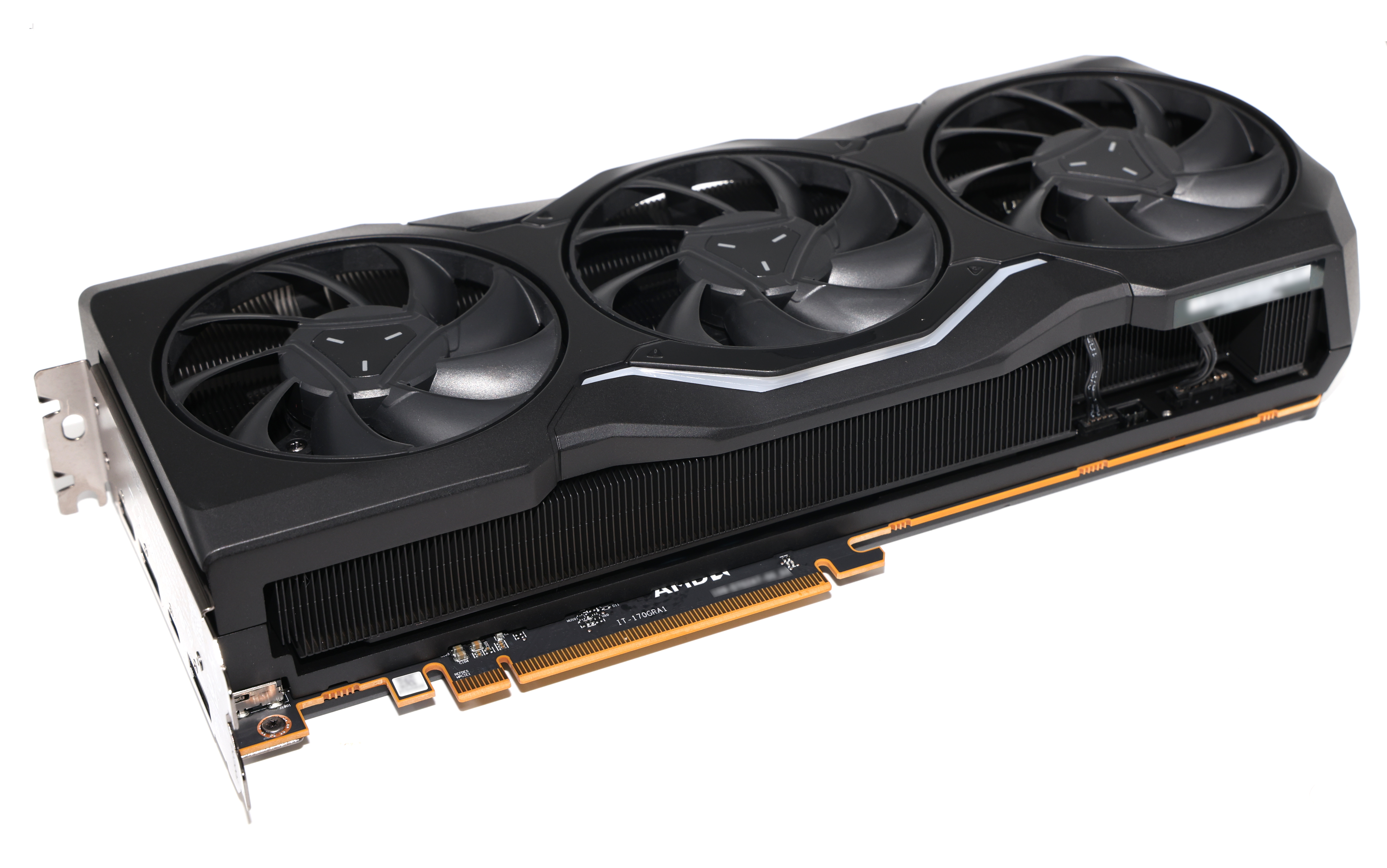
Das aktuelle Flaggschiffmodell, die AMD Radeon RX 7900 XTX, hier von Sapphire (Stand 2024)

AMD Radeon, früher ATI Radeon, ist ein Markenname von AMD, mit dem Grafikkarten und Grafikchips vermarktet werden. Im Segment der professionellen Grafikkarten wird seit 2016 die Bezeichnung AMD Radeon Pro benutzt.
Die Grafikkarten stehen in Konkurrenz zu Nvidias GeForce- und Intels Arc-Reihe.

## Geschichte

Altes ATI-Radeon-Graphics-Emblem

Älteres AMD-Radeon-Logo

Radeon-Logo von 2016 bis 2019

Radeon-Logo von 2019 bis 2020

Seit dem Jahr 2000 nannte ATI Technologies seine neuen Grafikkarten und Grafikchips abseits des Marktes für professionelle Grafikkarten „Radeon“, während zuvor die Bezeichnung Rage verwendet wurde. Die letzten Rage-Karten lieferten jedoch nur eine mäßige Performance und waren auch von Treiberproblemen geplagt, sodass man einen neuen Markennamen suchte. Marketing-Experten hatten „ENERGI“ vorgeschlagen, was dem damals noch bei ATI angestellten Matt Skynner und einem seiner Kollegen nicht sonderlich zusagte. Die beiden spielten dann selbst mit verschiedenen Begriffen und kamen so auf den Namen Radium – ein radioaktives chemisches Element. Aber auch dieser Markenname fand wenig Anklang. Skynners Kollege berichtete letztlich seiner Mutter von dem Vorschlag. Diese warf kurzerhand Radeon ein.
AMD behielt nach der Übernahme von ATI Technologies den Markennamen Radeon bei. Der ursprüngliche Teil des Firmennamens ATI wurde mit der Übernahme als Markenname eingestellt.
Seit der AMD-Radeon-HD-6000-Serie wird die Marke ATI nicht mehr verwendet, da AMD das Markenportfolio im Rahmen der Umstrukturierung übersichtlicher gestalten will. Die Namen Radeon und FireGL sollen als AMD Radeon und AMD FirePro erhalten bleiben.

## Allgemeines
Radeon-Grafikkarten sind kompatibel zu Macintosh- und IBM-PC-kompatiblen Computern.
Neben den Desktop-Modellen gibt es noch die ATI-Mobility-Radeon-Reihe, die speziell für Notebooks konzipiert wurde und durch verschiedene Stromspartechniken verlängerte Akkulaufzeiten gewährleisten sollen.
Die Radeon-Grafikkarten hatten im zweiten Quartal 2014 einen weltweiten Marktanteil von 18 %. Größter Konkurrent im GPU-Geschäft mit zwei Dritteln weltweitem Marktanteil ist Nvidia.

## Namensgebung
Radeon-Grafikkarten gibt es in verschiedenen Modellreihen, die mit einer vierstelligen Nummer gekennzeichnet sind. Dabei steht die erste Ziffer für die Generation des Grafikprozessors, wobei auf die „9000-Serie“ die „X-Serie“ folgte. Es wird angenommen, dass das „X“ für die römische 10 steht. Bei den ersten Radeon-Generationen orientierte sich die erste Ziffer an der unterstützten DirectX-Version (z. B. DirectX 9 bei Radeon 9700). Dieses Schema wurde jedoch mit Einführung von Radeon 9000 und 9000 Pro (die auf der Architektur des Radeon 8500 basieren und nur DirectX 8.1 unterstützen) aus Marketinggründen aufgegeben.
Mit der zweiten und eventuell dritten Ziffer wird dann die Karte in ein Leistungssegment eingeteilt. Durch verschiedene Buchstabenkürzel wird die Leistung dann noch genauer beurteilt. Dies führt zu einer sehr großen Vielfalt von Modellbezeichnungen, so dass es nicht immer einfach zu beurteilen ist, welche Karte mehr leistet.
Mit dem Nachfolger der Radeon X1xxx wurde das Namensschema geändert. Das „X“ am Beginn des Namens wurde durch ein „HD“ ersetzt, um die High-Definition-Fähigkeiten der Karte zu unterstreichen. Mit dem Start der HD-3xxx-Serie wurden auch die Buchstabenkürzel entfernt,  stattdessen wird jetzt mit der ersten Ziffer die Generation, und mit der zweiten und dritten Ziffer die Leistungsklasse angegeben.
Seit 2013 wird ein neues Namensschema verwendet. Mit dem Start der R200-Serie wurde ein R5, R7 oder R9 (R für Radeon) an den Anfang der Modellbezeichnung gesetzt, um grob die Leistungsklassen zu unterscheiden. Danach folgt eine dreistellige Nummer, deren erste Ziffer die Generation, deren zweite und dritte Ziffer die Leistungsklasse bzw. den verwendeten Chip angeben. Ein „X“ am Ende steht oft für den Vollausbau des Grafikchips. Eine Besonderheit dabei stellt der Dual-GPU-Chip R9 295X2 dar, bei dem das X2 nicht für einen Vollausbau, sondern für die doppelte Chipbestückung steht.
Grafikkarten mit Radeon-Chips werden – abgesehen von den Vereinigten Staaten und Kanada – fast ausschließlich von Drittfirmen produziert und vertrieben. AMD stellt jedoch sogenannte „Referenzdesigns“ zur Verfügung, bei denen das Platinen- und Lüfterlayout auf eine Grafikkarte festgelegt wird. Dieses wird von vielen Herstellern am Anfang des Verkaufs übernommen und später durch eigene Kühllösungen und sogar eigene Boardlayouts ersetzt.

## Treiber

### AMD Catalyst und AMD Radeon Software Crimson
Die Treiber für Radeon Grafikkarten werden laufend weiterentwickelt. Mit der Übernahme der Reihe durch den Kauf von ATI durch AMD, übernahm AMD zunächst das Softwarepaket AMD Catalyst, welches die Treiber und Konfigurationssoftware beinhaltete. Unter Linux wurde die Treiberfamilie damals unter dem Namen fglrx vertrieben und erst 2007 in Catalyst 7.11 umbenannt, womit der Name und die Versionierung mit der unter Windows verwendeten Variante übereinstimmte. Updates erschienen in der Regel monatlich, wobei sich die Versionsnummer aus dem Jahr (z. B. 7 für 2007) und dem Monat (z. B. 11) zusammensetzte. 2015 wurde Catalyst durch das Paket AMD Radeon Software Crimson ersetzt. Dabei wurde unter anderem das nunmehr 11 Jahre alte Catalyst Control Center durch eine neue Software ersetzt, die nicht wie zuvor auf Microsofts .NET Framework aufbaute, sondern auf Grundlage von Qt funktionierte. Obwohl dieser Umstand eine Migration der Konfigurationssoftware auf Linux begünstigte, blieb diese aus und zusammen mit nicht eingehaltenen Versprechen vonseiten AMDs bezüglich Treiberperformance sorgte der Umstieg auf Crimson nicht für eine Verbesserung der Treiber auf Linux.

### Alternative Treiber
Der unter Linux angebotene Treiber fglrx ist proprietäre Software und kann aus lizenzrechtlichen Gründen darum nicht mit dem quelloffenen System ausgeliefert werden. Stattdessen begann die Entwicklung des alternativen Open-Source-Treibers radeon unter Mesa 3D durch das freedesktop.org-Projekt, sowie durch die X.Org Foundation. Trotz der Ankündigung AMDs im Jahr 2007, ihre Spezifikationen zu veröffentlichen, und der anschließenden Entwicklung eines alternativen quelloffenen Treibers radeonhd, bei dem auch AMD Mitarbeiter mitwirkten, konnte AMD sich nicht gegen die direkte Konkurrenz durchsetzen. Der alternative Treiber radeonhd ist ebenfalls ein Teil von Mesa 3D, allerdings unterstützt er nur eine begrenzte Auswahl an Chipsets. Auf radeon folgten weitere Treiber für unterschiedliche Chipsätze: 200, r300g, r600g und radeonsi. Letzterer hat sich über die modernen Graphic Core Next Chipsätze hinweg gehalten und ist damit der neuste freie Treiber im User-space. Alternativ bietet AMD auch einen modernen proprietären Treiber im User-space an. Dieser wird unter dem Namen AMDGPU-PRO vertrieben und ersetzt die Module aus Mesa 3D.
Auf Kernelebene wurde das frühere proprietäre fglrx-Modul zunächst durch den quelloffenen radeon Treiber ersetzt, der in späteren Chipsätzen dann wiederum durch den heute (Stand 2018) modernen AMDGPU Treiber ersetzt wurde. Die Kernelmodule werden von den jeweiligen Treibern aus Mesa 3D oder AMDGPU-PRO über libdrm angesprochen.
Unter Linux gibt es zudem zwei freie Treiber für Vulkan: AMD kündigte einen quelloffenen Treiber für die API an, jedoch erschien dieser zunächst nicht. Daraufhin entschied ein Mitarbeiter von Red Hat eine eigene Implementation zu veröffentlichen. Diese wurde unter dem Namen radv Teil von Mesa 3D. Der später erschienene Treiber amdvlk bietet die offizielle Alternative. Durch den offenen Umgang mit freien Implementierungen und die aktive Mithilfe seitens AMD, wurden Radeon Karten in den letzten Jahren auch für Linux-Anwender im Gamingbereich wieder relevant.

## Grafikprozessoren
Die Grafikprozessoren (GPUs) der Radeon-Produkte haben eine Kennung der Form Rxxx. In den RVxxx-Varianten werden Techniken umgesetzt, welche die Produktionskosten senken (von englisch value). Bei den RVxxx-Prozessoren ist die Leistung teilweise erheblich vermindert. Die Nummerierung ist nicht immer chronologisch und Prozessoren mit höheren Nummern verfügen nicht notwendigerweise über eine bessere Grafikleistung.
Teilweise basieren verschiedene Grafikkarten auf derselben GPU und werden nur durch interne Mechanismen eingeschränkt, so werden z. B. Pipelines gesperrt oder der Takt verringert (siehe Suffixe). Häufig werden auch verschiedene GPUs für dasselbe Modell verwendet – z. B., wenn eine neuere Revision des Chips vorliegt bzw. dieser überarbeitet wurde.
Zu beachten ist, dass sich alle GPUs mit nativer AGP-Schnittstelle problemlos auch auf PCI-Grafikkarten einsetzen lassen. Ähnlich verhält es sich mit GPUs mit nativer PCIe-Schnittstelle: Diese lassen sich mittels des Brückenchips ATI Rialto auch für AGP-Grafikkarten nutzen. Dies wurde hauptsächlich in der Zeit genutzt, als der Grafikkartenmarkt allmählich von AGP zu PCIe wechselte; heute hat diese Form der Adaptierung keine Bedeutung mehr.

## Embedded-Grafikprozessoren
AMD bietet auch Grafikprozessoren für das Embedded-Segment an. Für diese Modelle garantiert AMD eine Langzeitverfügbarkeit von fünf Jahren.

## Streamprozessoren
Dank der hohen Grundleistung bei der Berechnung von Gleitkommazahlen eignen sich moderne Grafikprozessoren auch zur Ausführung von gleitkommalastigen Anwendungen. Die Leistungsfähigkeit in diesem speziellen Anwendungsgebiet übertrifft alle aktuell verfügbaren x86-Prozessoren bei weitem. Die GPUs werden dabei zu vielfach schnelleren spezialisierten Coprozessoren der CPUs. Beginnend mit der Radeon-X1000-Serie können die Grafikprozessoren zum Beispiel Rechenaufgaben für das Projekt Folding@home übernehmen. Das Modul Stream APP für die erste Stream-Generation mit RV6xx-Cores wurde dabei dann von OpenCL-Treibern für RV7xx und höher abgelöst.
Hierbei wird die offene Schnittstelle OpenCL unterstützt und beschleunigt viele Prozesse mit hohem Anteil für parallele Ausführung mit vielen kleinen Cores sehr gut gegenüber CPU mit wenigen großen Cores. Die Prozessoren der RV7xx-Reihe unterstützten OpenCL 1.1. Karten mit RV8xx und RV9xx unterstützen OpenCL 1.2. Die aktuelle GCN-Architektur der ersten Generation unterstützt OpenCL 1.2 mit einigen Erweiterungen. Die aktuelle GCN-Architektur ab der 2. Generation unterstützt dabei OpenCL 2.0 und 2.1, sowie in Zukunft bei nötiger Treiberentwicklung auch OpenCL 2.2.

## Modelle

### Desktop
- ATI-Radeon-7000-Serie, Anfangs nur Radeon
- ATI-Radeon-8000-Serie
- ATI-Radeon-9000-Serie
- ATI-Radeon-X-Serie
- ATI-Radeon-X1000-Serie
- ATI-Radeon-HD-2000-Serie
- ATI-Radeon-HD-3000-Serie
- ATI-Radeon-HD-4000-Serie
- ATI-Radeon-HD-5000-Serie
- AMD-Radeon-HD-6000-Serie
- AMD-Radeon-HD-7000-Serie
- AMD-Radeon-HD-8000-Serie
- AMD-Radeon-R200-Serie
- AMD-Radeon-R300-Serie
- AMD-Radeon-400-Serie
- AMD-Radeon-500-Serie
- AMD-Radeon-Vega-Serie
- AMD Radeon VII[16]
- AMD-Radeon-RX-5000-Serie[17][18]
- AMD-Radeon-RX-6000-Serie
- AMD-Radeon-RX-7000-Serie
- AMD-Radeon-RX-9000-Serie

### Mobilbereich
- ATI Mobility Radeon
- ATI-Mobility-Radeon-X-Serien
- ATI-Mobility-Radeon-HD-Serien 2000 und 3000
- ATI-Mobility-Radeon-HD-Serien 4000, 500v und 5000
- AMD-Radeon-HD-6000M-Serie
- AMD-Radeon-HD-7000M-Serie
- AMD-Radeon-HD-8000M-Serie
- AMD-Radeon-R5/7/9-M200-Serie
- AMD-Radeon-R5/7/9-M300-Serie
- AMD-Radeon-R5/7/9/RX-M400-Serie

### Embedded-Systeme
- AMD Embedded Radeon-Serie

## Chipsätze
AMD veröffentlicht auch Chipsätze mit integrierten GPUs. Diese integrierten Grafikeinheiten werden unter dem Namen „ATI Radeon Xpress“ vermarktet. Der komplette Name der AMD-Chipsätze weicht dabei aber von der Bezeichnung der Grafikeinheit ab.